# Dead Club City
Dead Club City je čtvrté studiové album alternativně rockové skupiny Nothing But Thieves. 16. března 2023 bylo na twitterovém účtu skupiny oznámeno vydání alba těmito slovy: „Jsme zpět. Nová píseň, nové město, nová éra. Naše nové album Dead Club City s vámi bude 7. července.“ Kapela však v květnu na sociálních sítích oznámila, že album vyjde již 30. června.
Pilotní singl s názvem „Welcome to the DCC“ byl vydán 15. března 2023. Kapela o něm řekla: „Naše nová skladba je jako kopanec přímo do žaludku. Nenechá vás vydechnout. Pro nás je tahle píseň trochu nepříjemná. Nejdřív byla mimo naši komfortní zónu, ale myslím, že čím víc jsme s ní žili, tím víc jsme si ji zamilovali.“ Singl byl vydán i s videoklipem, jehož děj se odehrává ve smyšleném futuristickém městě Dead Club City a sleduje osud dvou neznámých lidí.
10. května 2023 pak vydali druhý singl s názvem „Overcome“, o kterém kapela prohlásila: „'Overcome' nám vždycky připadala jako píseň typu 'hoď věci do batohu a odejdi pryč'. Pro někoho takového by bylo Dead Club City rozhodně lákavé. Všichni s něčím bojujeme, takže mít na albu píseň, která by popisovala, proč by někdo chtěl změnu, bylo správné.“

## Seznam skladeb
1. „Welcome to the DCC“ – 3:17
2. „Overcome“ – 3:34
3. „Tomorrow Is Closed“ – 3:58
4. „Keeping You Around“ – 3:35
5. „City Haunts“ – 3:11
6. „Do You Love Me Yet?“ – 5:26
7. „Members Only“ – 2:49
8. „Green Eyes :: Siena“ – 3:48
9. „Foreign Language“ – 3:54
10. „Talking to Myself“ – 4:15
11. „Pop the Balloon“ – 4:31